# カートゥーン ネットワーク・ヴィランズ
カートゥーン ネットワーク・ヴィランズは、カートゥーン ネットワーク作品の悪役キャラクター、敵役キャラクターを集めた一種のブランド名。

## 登場の悪役

### デクスターズラボ
マンダーク

### パワーパフガールズ
- モジョ・ジョジョ
- ファジー・ラムキンズ
- プリンセス
- ギャングリーン・ギャング
- アメーバ・ボーイズ
- セデューサ
- カレ
- ラウディラフボーイズ

### カウ＆チキン
- レッドガイ

### エドエッドエディ
- カンカーシスターズ

### サムライジャック
- アク

### フォスターズ・ホーム
- テレンス
- ダッチス

### KNDハチャメチャ大作戦
- ファーザー
- おすましキッズ

### アドベンチャータイム
- アイスキング

### ぼくらベアベアーズ
- ノムノム
- トラウト(映画のみ)

### OK K.O.! めざせヒーロー
- ボックスマン伯爵
- ダレル
- シャノン
- レイモンド
- アーネスト
- ジェスロ
- ベノマス博士
- フィンク
- レッド・ストライク

### おかしなガムボール
- ルーシー・シーミアン
- ロブ
- ジェイミー

### ランプート
- スペックとスキニー